# UEFA Liga nacija 2018./19. – Liga C
UEFA Liga nacija 2018./2019. – Liga C je 3. jakosna liga UEFA-ine Lige nacija sezone 2018./2019. međunarodnog nogometnog natjecanja europskih nacionalnih seniorskih reprezentacija članica UEFA-e. Natjecanje po skupinama lige C održano je od 6. rujna do 20. studenog 2018.

## Format natjecanja
Liga C sastojala se od 15 članica UEFA-e rangiranih od 25. do 39. mjesta, podijeljenih u četiri skupine po tri ili četiri reprezentacije. Pobjednici i drugoplasirane reprezentacije svake skupine dobile su promociju u višu ligu te su tako sljedeće sezone igrale u ligi B, a četvrtoplasirane reprezentacije i najlošija trećeplasirana reprezentacija trebale su ispasti iz lige C i sljedeću sezonu igrati u ligi D, ali su ostale u ligi C zbog promjene formata.
Osim toga, ligi C dodijeljeno je jedno od četiri preostala mjesta za Europsko prvenstvo 2020. Četiri reprezentacije iz lige C koje se nisu kvalificirale na Europsko prvenstvo igrale su u listopadu i studenom 2020. doigravanja. Mjesto u doigravanju prvo je dodijeljeno pobjednicima skupina, a ako je pobjednik skupine osigurao sudjelovanje na prvenstvu redovnim kvalifikacijama, tada je mjesto dobila sljedeća najbolje rangirana reprezentacija lige. Ako manje od četiri reprezentacije u ligi C nisu osigurale sudjelovanje na prvenstvu onda su se ta slobodna mjesta dodijelila reprezentacijama najboljim u ukupnom poretku. Doigravanja su se sastojala od dva polufinala (najbolje rangirana reprezentacija protiv 4. te 2. protiv 3. najbolje rangirane reprezentacije, a domaćin je bila bolje rangirana reprezentacija) i jednog finala u kojemu su sudjelovali pobjednici polufinalnih utakmica. Pobjednik doigravanja osigurao je plasman na Europskom prvenstvu 2020.

### Ždrijeb
Reprezentacije su svrstane u ligu C prema UEFA-inom koeficijentu za nacionalne reprezentacije nakon završetka grupne faze Kvalifikacija za Svjetsko prvenstvo u Rusiji 11. listopada 2017. te su podijeljene u četiri jakosne skupine s po četiri ili tri reprezentacija također složenih prema UEFA-inom koeficijentu za nacionalne reprezentacije. U skupini s tri reprezentacija ne mogu biti reprezentacije iz 4. jakosne skupine. Raspored reprezentacija po jakosnim skupinama objavljen je 7. prosinca 2017.
| Reprezentacija | Koef.  | Por. |
| -------------- | ------ | ---- |
| Mađarska       | 26,486 | 25   |
| Rumunjska      | 26,057 | 26   |
| Škotska        | 25,662 | 27   |
| Slovenija      | 25,148 | 28   |

| Reprezentacija | Koef.  | Por. |
| -------------- | ------ | ---- |
| Grčka          | 24,931 | 29   |
| Srbija         | 24,847 | 30   |
| Albanija       | 24,430 | 31   |
| Norveška       | 24,208 | 32   |

| Reprezentacija | Koef.  | Por. |
| -------------- | ------ | ---- |
| Crna Gora      | 23,912 | 33   |
| Izrael         | 22,792 | 34   |
| Bugarska       | 22,091 | 35   |
| Finska         | 20,501 | 36   |

| Reprezentacija | Koef.  | Por. |
| -------------- | ------ | ---- |
| Cipar          | 19,491 | 37   |
| Estonija       | 19,441 | 38   |
| Litva          | 18,101 | 39   |

Ždrijeb skupina održan je 24. siječnja 2018. u Lausanni, Švicarska. Zbog zimskih vremenskih ograničenja, skupine nisu smjele sadržavati više od dvije sljedećih reprezentacija: Norveška, Finska, Estonija, Litva.

## Natjecanje po skupinama
|  | Promocija u Ligu B        |
|  | Moguće ispadanje u Ligu D |
|  | Ispadanje u Ligu D        |

Raspored utakmica potvrdila je UEFA 24. siječnja 2018. nakon održanog ždrijeba.
Vremena odigravanja utakmica prikazani su na srednjoeuropskom vremenu za utakmice igrane u studenom 2018. te na srednjoeuropskom ljetnom vremenu za sve ostale utakmice.

### Skupina 1
| Poz. | Reprezentacija | Uta. | P | N | I | GZ | GP | GR | Bod. |     |      |     |  |
| 1.   | Škotska        | 4    | 3 | 0 | 1 | 10 | 4  | +6 | 9    | —   | 3:2  | 2:0 |  |
| 2.   | Izrael         | 4    | 2 | 0 | 2 | 6  | 5  | +1 | 6    | 2:1 | —    | 2:0 |  |
| 3.   | Albanija       | 4    | 1 | 0 | 3 | 1  | 8  | -7 | 3    | 0:4 | 1:0. | —   |  |

| 7. rujna 2018. 20:45 |           |        |                                                                    |
| Albanija             | 1:0       | Izrael | Elbasan Arena, Elbasan Broj gledatelja: 4.126 Sudac: Viktor Kassai |
| Xhaka 55'            | Izvještaj |        | Elbasan Arena, Elbasan Broj gledatelja: 4.126 Sudac: Viktor Kassai |

| 10. rujna 2018. 20:45            |           |          |                                                                |
| Škotska                          | 2:0       | Albanija | Hampden Park, Glasgow Broj gledatelja: 17.455 Sudac: Matej Jug |
| Djimsiti 47' (a.g.) Naismith 68' | Izvještaj |          | Hampden Park, Glasgow Broj gledatelja: 17.455 Sudac: Matej Jug |

| 11. listopada 2018. 20:45     |           |                   |                                                                           |
| Izrael                        | 2:1       | Škotska           | Sammy Ofer Stadium, Haifa Broj gledatelja: 10.234 Sudac: Daniel Stefański |
| Peretz 52' Tierney 75' (a.g.) | Izvještaj | Mulgrew 25' (pen) | Sammy Ofer Stadium, Haifa Broj gledatelja: 10.234 Sudac: Daniel Stefański |

| 14. listopada 2018. 20:45 |           |          |                                                                        |
| Izrael                    | 2:0       | Albanija | Turner Stadium, Beršeba Broj gledatelja: 14.950 Sudac: Paolo Mazzoleni |
| Hemed 8' Saba 83'         | Izvještaj |          | Turner Stadium, Beršeba Broj gledatelja: 14.950 Sudac: Paolo Mazzoleni |

| 17. studenog 2018. 20:45 |           |                                                  |                                                                                |
| Albanija                 | 0:4       | Škotska                                          | Stadion Loro Boriçi, Skadar Broj gledatelja: 8.632 Sudac: Vladislav Bezborodov |
|                          | Izvještaj | Fraser 14' Fletcher 45+2' (pen) Forrest 55', 67' | Stadion Loro Boriçi, Skadar Broj gledatelja: 8.632 Sudac: Vladislav Bezborodov |

| 20. studenog 2018. 20:45 |           |                     |                                                                  |
| Škotska                  | 3:2       | Izrael              | Hampden Park, Glasgow Broj gledatelja: 21.281 Sudac: Tobias Welz |
| Forrest 34', 43', 64'    | Izvještaj | Kayal 9' Zahavi 75' | Hampden Park, Glasgow Broj gledatelja: 21.281 Sudac: Tobias Welz |

### Skupina 2
| Poz. | Reprezentacija | Uta. | P | N | I | GZ | GP | GR | Bod. |     |     |     |     |  |
| 1.   | Finska         | 6    | 4 | 0 | 2 | 5  | 3  | +2 | 12   | —   | 1:0 | 2:0 | 1:0 |  |
| 2.   | Mađarska       | 6    | 3 | 1 | 2 | 9  | 6  | +3 | 10   | 2:0 | —   | 2:1 | 2:0 |  |
| 3.   | Grčka          | 6    | 3 | 0 | 3 | 4  | 5  | -1 | 9    | 1:0 | 1:0 | —   | 0:1 |  |
| 4.   | Estonija       | 6    | 1 | 1 | 4 | 4  | 8  | -4 | 4    | 0:1 | 3:3 | 0:1 | —   |  |

| 8. rujna 2018. 18:00 |           |          |                                                                           |
| Finska               | 1:0       | Mađarska | Tampere Stadium, Tampere Broj gledatelja: 12.220 Sudac: Gediminas Mažeika |
| Pukki 7'             | Izvještaj |          | Tampere Stadium, Tampere Broj gledatelja: 12.220 Sudac: Gediminas Mažeika |

| 8. rujna 2018. 20:45 |           |               |                                                                         |
| Estonija             | 0:1       | Grčka         | A. Le Coq Arena, Tallinn Broj gledatelja: 5.567 Sudac: Serdar Gözübüyük |
|                      | Izvještaj | Fortounis 14' | A. Le Coq Arena, Tallinn Broj gledatelja: 5.567 Sudac: Serdar Gözübüyük |

| 11. rujna 2018. 20:45       |           |             |                                                                       |
| Mađarska                    | 2:1       | Grčka       | Groupama Arena, Budimpešta Broj gledatelja: 0 Sudac: Aleksej Kulbakov |
| Sallai 15' Kleinheisler 42' | Izvještaj | Manolas 18' | Groupama Arena, Budimpešta Broj gledatelja: 0 Sudac: Aleksej Kulbakov |

| 11. rujna 2018. 20:45 |           |          |                                                                     |
| Finska                | 1:0       | Estonija | Veritas Stadion, Turku Broj gledatelja: 4.632 Sudac: Orel Grinfeeld |
| Pukki 12'             | Izvještaj |          | Veritas Stadion, Turku Broj gledatelja: 4.632 Sudac: Orel Grinfeeld |

| 12. listopada 2018. 20:45 |           |          |                                                                                |
| Grčka                     | 1:0       | Mađarska | Olimpijski stadion u Ateni, Atena Broj gledatelja: 9.040 Sudac: Tobias Stieler |
| Mitroglou 65'             | Izvještaj |          | Olimpijski stadion u Ateni, Atena Broj gledatelja: 9.040 Sudac: Tobias Stieler |

| 12. listopada 2018. 20:45 |           |             |                                                                     |
| Estonija                  | 0:1       | Finska      | A. Le Coq Arena, Tallinn Broj gledatelja: 8.087 Sudac: Craig Pawson |
|                           | Izvještaj | Pukki 90+1' | A. Le Coq Arena, Tallinn Broj gledatelja: 8.087 Sudac: Craig Pawson |

| 15. listopada 2018. 20:45            |           |                             |                                                                      |
| Estonija                             | 3:3       | Mađarska                    | A. Le Coq Arena, Tallinn Broj gledatelja: 3.043 Sudac: Halis Özkahya |
| Luts 20' Pátkai 70' (a.g.) Anier 79' | Izvještaj | D. Nagy 24' Szalai 54', 81' | A. Le Coq Arena, Tallinn Broj gledatelja: 3.043 Sudac: Halis Özkahya |

| 15. listopada 2018. 20:45 |           |       |                                                                   |
| Finska                    | 2:0       | Grčka | Tampere Stadium, Tampere Broj gledatelja: 10.107 Sudac: Paweł Gil |
| Soiri 46' Kamara 89'      | Izvještaj |       | Tampere Stadium, Tampere Broj gledatelja: 10.107 Sudac: Paweł Gil |

| 15. studenog 2018. 20:45 |           |          |                                                                      |
| Mađarska                 | 2:0       | Estonija | Groupama Arena, Budimpešta Broj gledatelja: 7.775 Sudac: Enea Jorgji |
| Orbán 8' Szalai 69'      | Izvještaj |          | Groupama Arena, Budimpešta Broj gledatelja: 7.775 Sudac: Enea Jorgji |

| 15. studenog 2018. 20:45 |           |        |                                                                            |
| Grčka                    | 1:0       | Finska | Olimpijski stadion u Ateni, Atena Broj gledatelja: 6.376 Sudac: Luca Banti |
| Granlund 25' (a.g.)      | Izvještaj |        | Olimpijski stadion u Ateni, Atena Broj gledatelja: 6.376 Sudac: Luca Banti |

| 18. studenog 2018. 20:45 |           |        |                                                                        |
| Mađarska                 | 2:0       | Finska | Groupama Arena, Budimpešta Broj gledatelja: 9.200 Sudac: Slavko Vinčić |
| Szalai 29' Á. Nagy 37'   | Izvještaj |        | Groupama Arena, Budimpešta Broj gledatelja: 9.200 Sudac: Slavko Vinčić |

| 18. studenog 2018. 20:45 |           |                         |                                                                                   |
| Grčka                    | 0:1       | Estonija                | Olimpijski stadion u Ateni, Atena Broj gledatelja: 5.179 Sudac: Jevhen Aranovskij |
|                          | Izvještaj | Lambropoulos 44' (a.g.) | Olimpijski stadion u Ateni, Atena Broj gledatelja: 5.179 Sudac: Jevhen Aranovskij |

### Skupina 3
| Poz. | Reprezentacija | Uta. | P | N | I | GZ | GP | GR | Bod. |     |     |     |     |  |
| 1.   | Norveška       | 6    | 4 | 1 | 1 | 7  | 2  | +5 | 13   | —   | 1:0 | 2:0 | 1:0 |  |
| 2.   | Bugarska       | 6    | 3 | 2 | 1 | 7  | 5  | +2 | 11   | 1:0 | —   | 2:1 | 1:1 |  |
| 3.   | Cipar          | 6    | 1 | 2 | 3 | 5  | 9  | -4 | 5    | 0:2 | 1:1 | —   | 2:1 |  |
| 4.   | Slovenija      | 6    | 0 | 3 | 3 | 5  | 8  | -3 | 3    | 1:1 | 1:2 | 1:1 | —   |  |

| 6. rujna 2018. 20:45 |           |               |                                                                       |
| Slovenija            | 1:2       | Bugarska      | Stadion Stožice, Ljubljana Broj gledatelja: 5.100 Sudac: Davide Massa |
| Zajc 40'             | Izvještaj | Kraev 3', 59' | Stadion Stožice, Ljubljana Broj gledatelja: 5.100 Sudac: Davide Massa |

| 6. rujna 2018. 20:45 |           |       |                                                                    |
| Norveška             | 2:0       | Cipar | Ullevaal Stadion, Oslo Broj gledatelja: 6.172 Sudac: István Kovács |
| Johansen 21' 42'     | Izvještaj |       | Ullevaal Stadion, Oslo Broj gledatelja: 6.172 Sudac: István Kovács |

| 9. rujna 2018. 18:00 |           |          |                                                                                      |
| Bugarska             | 1:0       | Norveška | Vasil Levski National Stadium, Sofija Broj gledatelja: 7.100 Sudac: Daniel Stefanski |
| Vasiljev 58'         | Izvještaj |          | Vasil Levski National Stadium, Sofija Broj gledatelja: 7.100 Sudac: Daniel Stefanski |

| 9. rujna 2018. 20:45               |           |           |                                                                      |
| Cipar                              | 2:1       | Slovenija | GSP Stadium, Nikozija Broj gledatelja: 1.115 Sudac: Andris Treimanis |
| Sotiriou 69' Stojanović 89' (a.g.) | Izvještaj | Berić 54' | GSP Stadium, Nikozija Broj gledatelja: 1.115 Sudac: Andris Treimanis |

| 13. listopada 2018. 18:00 |           |           |                                                                      |
| Norveška                  | 1:0       | Slovenija | Ullevaal Stadion, Oslo Broj gledatelja: 14.712 Sudac: Daniel Siebert |
| Selnæs 45+5'              | Izvještaj |           | Ullevaal Stadion, Oslo Broj gledatelja: 14.712 Sudac: Daniel Siebert |

| 13. listopada 2018. 20:45 |           |              |                                                                                     |
| Bugarska                  | 2:1       | Cipar        | Vasil Levski National Stadium, Sofija Broj gledatelja: 6.700 Sudac: Srđan Jovanović |
| Despodov 59' Nedelev 68'  | Izvještaj | Kastanos 41' | Vasil Levski National Stadium, Sofija Broj gledatelja: 6.700 Sudac: Srđan Jovanović |

| 16. listopada 2018. 20:45 |           |          |                                                                  |
| Norveška                  | 1:0       | Bugarska | Ullevaal Stadion, Oslo Broj gledatelja: 9.523 Sudac: John Beaton |
| M. Elyounoussi 31'        | Izvještaj |          | Ullevaal Stadion, Oslo Broj gledatelja: 9.523 Sudac: John Beaton |

| 16. listopada 2018. 20:45 |           |              |                                                                                        |
| Slovenija                 | 1:1       | Cipar        | Stadion Stožice, Ljubljana Broj gledatelja: 5.318 Sudac: Mads-Kristoffer Kristoffersen |
| Skubic 83'                | Izvještaj | Papoulis 37' | Stadion Stožice, Ljubljana Broj gledatelja: 5.318 Sudac: Mads-Kristoffer Kristoffersen |

| 16. studenog 2018. 20:45 |           |                    |                                                                       |
| Cipar                    | 1:1       | Bugarska           | GSP Stadium, Nikozija Broj gledatelja: 3.844 Sudac: Mohammed Al-Hakim |
| Zachariou 24'            | Izvještaj | Dimitrov 89' (pen) | GSP Stadium, Nikozija Broj gledatelja: 3.844 Sudac: Mohammed Al-Hakim |

| 16. studenog 2018. 20:45 |           |             |                                                                        |
| Slovenija                | 1:1       | Norveška    | Stadion Stožice, Ljubljana Broj gledatelja: 10.254 Sudac: Ruddy Buquet |
| Verbič 9'                | Izvještaj | Johnsen 85' | Stadion Stožice, Ljubljana Broj gledatelja: 10.254 Sudac: Ruddy Buquet |

| 19. studenog 2018. 20:45 |           |           |                                                                                   |
| Bugarska                 | 1:1       | Slovenija | Vasil Levski National Stadium, Sofija Broj gledatelja: 3.092 Sudac: Hüseyin Göçek |
| Ivanov 68'               | Izvještaj | Zajc 75'  | Vasil Levski National Stadium, Sofija Broj gledatelja: 3.092 Sudac: Hüseyin Göçek |

| 19. studenog 2018. 20:45 |           |                 |                                                                |
| Cipar                    | 0:2       | Norveška        | GSP Stadium, Nikozija Broj gledatelja: 1.513 Sudac: István Vad |
|                          | Izvještaj | Kamara 36', 48' | GSP Stadium, Nikozija Broj gledatelja: 1.513 Sudac: István Vad |

### Skupina 4
| Poz. | Reprezentacija | Uta. | P | N | I | GZ | GP | GR  | Bod. |     |     |     |     |  |
| 1.   | Srbija         | 6    | 4 | 2 | 0 | 11 | 4  | +7  | 14   | —   | 2:2 | 2:1 | 4:1 |  |
| 2.   | Rumunjska      | 6    | 3 | 3 | 0 | 8  | 3  | +5  | 12   | 0:0 | —   | 0:0 | 3:0 |  |
| 3.   | Crna Gora      | 6    | 2 | 1 | 3 | 7  | 6  | +1  | 7    | 0:2 | 0:1 | —   | 2:0 |  |
| 4.   | Litva          | 6    | 0 | 0 | 6 | 3  | 16 | -13 | 0    | 0:1 | 1:2 | 1:4 | —   |  |

| 7. rujna 2018. 20:45 |           |                 |                                                                 |
| Litva                | 0:1       | Srbija          | LFF Stadium, Vilnius Broj gledatelja: 4.378 Sudac: Bobby Madden |
|                      | Izvještaj | Tadić 38' (pen) | LFF Stadium, Vilnius Broj gledatelja: 4.378 Sudac: Bobby Madden |

| 7. rujna 2018. 20:45 |           |           |                                                                     |
| Rumunjska            | 0:0       | Crna Gora | Ilie Oană Stadium, Ploieşti Broj gledatelja: 0 Sudac: Ivan Kružliak |
|                      | Izvještaj |           | Ilie Oană Stadium, Ploieşti Broj gledatelja: 0 Sudac: Ivan Kružliak |

| 10. rujna 2018. 20:45 |           |                                |                                                                                |
| Srbija                | 2:2       | Rumunjska                      | Stadion Partizana, Beograd Broj gledatelja: 15.496 Sudac: Vladislav Bezborodov |
| Mitrović 26', 63'     | Izvještaj | Stanciu 48' (pen) Țucudean 68' | Stadion Partizana, Beograd Broj gledatelja: 15.496 Sudac: Vladislav Bezborodov |

| 10. rujna 2018. 20:45        |           |       |                                                                           |
| Crna Gora                    | 2:0       | Litva | Stadion Pod Goricom, Podgorica Broj gledatelja: 5.239 Sudac: Jakob Kehlet |
| Savić 34' (pen) Janković 35' | Izvještaj |       | Stadion Pod Goricom, Podgorica Broj gledatelja: 5.239 Sudac: Jakob Kehlet |

| 11. listopada 2018. 20:45 |           |                         |                                                                      |
| Litva                     | 1:2       | Rumunjska               | LFF Stadium, Vilnius Broj gledatelja: 2.279 Sudac: François Letexier |
| Žulpa 90'                 | Izvještaj | Chipciu 13' Maxim 90+4' | LFF Stadium, Vilnius Broj gledatelja: 2.279 Sudac: François Letexier |

| 11. listopada 2018. 20:45 |           |                         |                                                                              |
| Crna Gora                 | 0:2       | Srbija                  | Stadion Pod Goricom, Podgorica Broj gledatelja: 9.394 Sudac: Gianluca Rocchi |
|                           | Izvještaj | Mitrović 18' (pen), 81' | Stadion Pod Goricom, Podgorica Broj gledatelja: 9.394 Sudac: Gianluca Rocchi |

| 14. listopada 2018. 15:00 |           |        |                                                                     |
| Rumunjska                 | 0:0       | Srbija | Arena Națională, Bukurešt Broj gledatelja: 48.513 Sudac: Kevin Blom |
|                           | Izvještaj |        | Arena Națională, Bukurešt Broj gledatelja: 48.513 Sudac: Kevin Blom |

| 14. listopada 2018. 20:45 |           |                                                 |                                                                         |
| Litva                     | 1:4       | Crna Gora                                       | LFF Stadium, Vilnius Broj gledatelja: 1.515 Sudac: Robert Schörgenhofer |
| Baravykas 88'             | Izvještaj | Mugoša 10', 45+1' (pen) Kopitović 35' Zorić 86' | LFF Stadium, Vilnius Broj gledatelja: 1.515 Sudac: Robert Schörgenhofer |

| 17. studenog 2018. 15:00 |           |            |                                                                                        |
| Srbija                   | 2:1       | Crna Gora  | Stadion Crvena zvezda, Beograd Broj gledatelja: 15.416 Sudac: Alberto Undiano Mallenco |
| Ljajić 30' Mitrović 32'  | Izvještaj | Mugoša 70' | Stadion Crvena zvezda, Beograd Broj gledatelja: 15.416 Sudac: Alberto Undiano Mallenco |

| 17. studenog 2018. 20:45         |           |       |                                                                    |
| Rumunjska                        | 3:0       | Litva | Ilie Oană Stadium, Ploieşti Broj gledatelja: 34 Sudac: Marco Guida |
| Puşcaş 7' Keșerü 47' Stanciu 65' | Izvještaj |       | Ilie Oană Stadium, Ploieşti Broj gledatelja: 34 Sudac: Marco Guida |

| 20. studenog 2018. 20:45                              |           |                 |                                                                        |
| Srbija                                                | 4:1       | Litva           | Stadion Partizana, Beograd Broj gledatelja: 2.088 Sudac: Kristo Tohver |
| Žulpa 51' (a.g.) Mitrović 58' Prijović 71' Ljajić 74' | Izvještaj | Petravičius 64' | Stadion Partizana, Beograd Broj gledatelja: 2.088 Sudac: Kristo Tohver |

| 20. studenog 2018. 20:45 |           |              |                                                                           |
| Crna Gora                | 0:1       | Rumunjska    | Stadion Pod Goricom, Podgorica Broj gledatelja: 3.574 Sudac: Felix Zwayer |
|                          | Izvještaj | Țucudean 44' | Stadion Pod Goricom, Podgorica Broj gledatelja: 3.574 Sudac: Felix Zwayer |

## Položaji trećeplasiranih
Najlošije rangirana trećeplasirana reprezentacija ispast će iz lige C te će sljedeću sezonu natjecanja igrati u ligi D. S obzirom na to da 1. skupina sadrži tri reprezentacije, a ostale skupine imaju po četiri, utakmice s četvrtoplasiranim reprezentacijama se ne računaju u ovoj ljestvici. Dakle, svakoj trećeplasiranoj reprezentaciji gleda se ukupno četiri susreta za potrebe ove ljestvice.
| Pol. | Sku. | Reprezentacija | Uta. | P | N | I | GZ | GP | GR | Bod. |
| ---- | ---- | -------------- | ---- | - | - | - | -- | -- | -- | ---- |
| 1.   | C2   | Grčka          | 4    | 2 | 0 | 2 | 3  | 4  | -1 | 6    |
| 2.   | C1   | Albanija       | 4    | 1 | 0 | 3 | 1  | 8  | -7 | 3    |
| 3.   | C4   | Crna Gora      | 4    | 0 | 1 | 3 | 1  | 5  | -4 | 1    |
| 4.   | C3   | Cipar          | 4    | 0 | 1 | 3 | 2  | 7  | -5 | 1    |

## Strijelci
Ukupno je postignuto 92 golova u 42 utakmice, što je prosjek od oko 2 gola po utakmici (2,19).
6 golova
- Aleksandar Mitrović

5 golova
- James Forrest

4 gola
- Ádám Szalai

3 gola
- Teemu Pukki

2 gola
- Božidar Kraev
- Stefan Johansen
- Ola Kamara
- Nicolae Stanciu
- George Țucudean
- Miha Zajc
- Adem Ljajić

1 gol
- Taulant Xhaka
- Kiril Despodov
- Nikolaj Dimitrov
- Galin Ivanov
- Todor Nedelev
- Radoslav Vasiljev
- Grigoris Kastanos
- Fotios Papoulis
- Pieros Sotiriou
- Panagiotis Zachariou
- Henri Anier
- Siim Luts
- Glen Kamara
- Pyry Soiri
- Kostas Fortounis
- Kostas Manolas
- Kostas Mitroglou
- László Kleinheisler
- Ádám Nagy
- Dominik Nagy
- Willi Orban
- Roland Sallai
- Tomer Hemed
- Beram Kayal
- Dor Peretz
- Dia Saba
- Eran Zahavi
- Rolandas Baravykas
- Deimantas Petravičius
- Artūras Žulpa
- Marko Janković
- Boris Kopitović
- Stefan Savić
- Darko Zorić
- Mohamed Elyounoussi
- Bjørn Maars Johnsen
- Ole Selnæs
- Alexandru Chipciu
- Claudiu Keșerü
- Alexandru Maxim
- George Pușcaș
- Steven Fletcher
- Ryan Fraser
- Charlie Mulgrew
- Steven Naismith
- Robert Berić
- Nejc Skubic
- Benjamin Verbič
- Aleksandar Prijović
- Dušan Tadić

1 autogol
- Berat Djimsiti (protiv Škotske)
- Albin Granlund (protiv Grčke)
- Vassilis Lambropoulos (protiv Estonije)
- Máté Pátkai (protiv Estonije)
- Artūras Žulpa (protiv Srbije)
- Kieran Tierney (protiv Izraela)
- Petar Stojanović (protiv Cipra)

## Ukupni poredak
Reprezentacije lige C su u ukupnom poretku raspoređene od 25. do 39. mjesta prema sljedećim pravilima:
- Reprezentacije koje završe prvoplasirane u skupinama poredane su od 25. do 28. mjesta prema rezulkupinama, ali ne uzimajući u obzir rezultate protiv četvrtoplasiranih reprezentacija.
- Reprezentacije koje završe drugoplasirane u skupinama poredane su od 29. do 32. mjesta prema rezultatima natjecanja po skupinama, ali ne uzimajući u obzir rezultate protiv četvrtoplasiranih reprezentacija.
- Reprezentacije koje završe trećeplasirane u skupinama poredane su od 33. do 36. mjesta prema rezultatima natjecanja po skupinama, ali ne uzimajući u obzir rezultate protiv četvrtoplasiranih reprezentacija.
- Reprezentacije koje završe četvrtoplasirane u skupinama poredane su od 37. do 39. mjesta prema rezultatima natjecanja po skupinama.

| Por. | Sku. | Reprezentacija | Uta. | P | N | I | GZ | GP | GR  | Bod. |
| ---- | ---- | -------------- | ---- | - | - | - | -- | -- | --- | ---- |
| 25.  | D1   | Škotska        | 4    | 3 | 0 | 1 | 10 | 4  | +6  | 9    |
| 26.  | D3   | Norveška       | 4    | 3 | 0 | 1 | 5  | 1  | +4  | 9    |
| 27.  | D4   | Srbija         | 4    | 2 | 2 | 0 | 6  | 3  | +3  | 8    |
| 28.  | D2   | Finska         | 4    | 2 | 0 | 2 | 3  | 3  | 0   | 6    |
|      |      |                |      |   |   |   |    |    |     |      |
| 29.  | D3   | Bugarska       | 4    | 2 | 1 | 1 | 4  | 3  | +1  | 7    |
| 30.  | D1   | Izrael         | 4    | 2 | 0 | 2 | 6  | 5  | +1  | 6    |
| 31.  | D2   | Mađarska       | 4    | 2 | 0 | 2 | 4  | 3  | +1  | 6    |
| 32.  | D4   | Rumunjska      | 4    | 1 | 3 | 0 | 3  | 2  | +1  | 6    |
|      |      |                |      |   |   |   |    |    |     |      |
| 33.  | D2   | Grčka          | 4    | 2 | 0 | 2 | 3  | 4  | -1  | 6    |
| 34.  | D1   | Albanija       | 4    | 1 | 0 | 3 | 1  | 8  | -7  | 3    |
| 35.  | D4   | Crna Gora      | 4    | 0 | 1 | 3 | 1  | 5  | -4  | 1    |
| 36.  | D3   | Cipar          | 4    | 0 | 1 | 3 | 2  | 7  | -5  | 1    |
|      |      |                |      |   |   |   |    |    |     |      |
| 37.  | D2   | Estonija       | 6    | 1 | 1 | 4 | 4  | 8  | -4  | 4    |
| 38.  | D3   | Slovenija      | 6    | 0 | 3 | 3 | 5  | 8  | -3  | 3    |
| 39.  | D4   | Litva          | 6    | 0 | 0 | 6 | 3  | 16 | -13 | 0    |

## Nagradni fond
Nagradni fond koji je dodijeljen reprezentacijama objavljen je u ožujku 2018. Svaka reprezentacija lige C dobila je naknadu solidarnosti od 750 tisuća eura. Uz to, četiri pobjednika skupina dobili su još i 750 tisuća eura bonusa što znači da maksimalni iznos koji su najbolje reprezentacije lige C dobile je 1,5 milijuna eura.

## Kvalifikacijska doigravanja
Četiri najbolje reprezentacije lige C prema ukupnom poretku koje se nisu kvalificirale na Europsko prvenstvo 2020. kroz redovne kvalifikacije igrale su doigravanja u kojim je pobjednik osigurao plasman na Europskom prvenstvu 2020. Budući da su u ligi A tri mjesta u doigravanjima ostala nepopunjena, dodijeljena su ligi C.
| Poredak | Reprezentacija |
| ------- | -------------- |
| 25PS    | ŠkotskaD       |
| 26PS    | Norveška       |
| 27PS    | Srbija         |
| 28PS    | Finska         |
| 29      | Bugarska       |
| 30      | Izrael         |
| 31      | MađarskaD      |
| 32      | RumunjskaD     |
| 33      | Grčka          |
| 34      | Albanija       |
| 35      | Crna Gora      |
| 36      | Cipar          |
| 37      | Estonija       |
| 38      | Slovenija      |
| 39      | Litva          |

Legenda
- PS Pobjednik skupine Lige nacija
- D Domaćin Europskog prvenstva 2020. u trenutku ždrijeba
- Doigravanje za Europsko prvenstvo
- Kvalifikacija na Europsko prvenstvo kroz redovne kvalifikacije

## Vanjske poveznice
- Službena stranica

| UEFA Liga nacija | UEFA Liga nacija                                                                                    |
| ---------------- | --------------------------------------------------------------------------------------------------- |
|                  | |
| Sezone           | 2018./19. (Lige: A • B • C • D) • 2020./21. (Lige: A • B • C • D) • 2022./23. (Lige: A • B • C • D) |
|                  | |
| Hrvatska • UEFA  | |

| UEFA Liga nacija | UEFA Liga nacija                                                                                    |
| ---------------- | --------------------------------------------------------------------------------------------------- |
|                  | |
| Sezone           | 2018./19. (Lige: A • B • C • D) • 2020./21. (Lige: A • B • C • D) • 2022./23. (Lige: A • B • C • D) |
|                  | |
| Hrvatska • UEFA  | |

1. ↑  Utakmica između Mađarske i Grčke će se igrati bez gledatelja uslijed UEFA-ine kazne Mađarskoj zbog rasističkog ponašanja na kvalifikacijskoj utakmici za Europsko prvenstvo 2016. protiv Rumunjske.[17]
2. ↑  Utakmica između Rumunjske i Crne Gore će se igrati bez gledatelja uslijed UEFA-ine kazne Rumunjskoj zbog rasističkog ponašanja na kvalifikacijskoj utakmici za Europsko prvenstvo 2016. protiv Grčke.[18]